# 高地縣 (維吉尼亞州)
高地县（英語：Highland County）是美国弗吉尼亚州西北部的一個縣，北鄰西維吉尼亞州，面積1,077平方公里。根據2020年美國人口普查，共有人口2,232人，是該州人口最少的縣。縣治蒙特利（Monterey）。該縣成立於1847年3月19日，因位於亞利加尼山脈而得名。